# Josep Grases i Riera
|  | Aquest article tracta sobre l'arquitecte Josep Grases. Si cerqueu el militar i polític, vegeu «Josep Grases Saguí». |

Josep Grases i Riera   (Barcelona, 25 d'abril de 1850 - Madrid, 1919) fou un arquitecte català.

## Biografia
Era fill d'Antoni Grases Oriol, procurador causidic i de Margarida Riera, ambdós de Barcelona.
Es va llicenciar el 1878 a l'Escola d'Arquitectura de Barcelona, on va estudiar amb Antoni Gaudí. Tota la seva projecció professional es va dur a terme fora de terres catalanes, centrant gran part dels seus treballs a Madrid. Destaquen l'edifici La Equitativa o el Teatro Lírico, també el Balneari de Cestona a Zestoa, tot i que la seva obra més important fou el Palau Longoria. També va realitzar alguns monuments, com el d'Alfons XII de la plaça de Xile a Madrid.